# Accademia degli Incolti

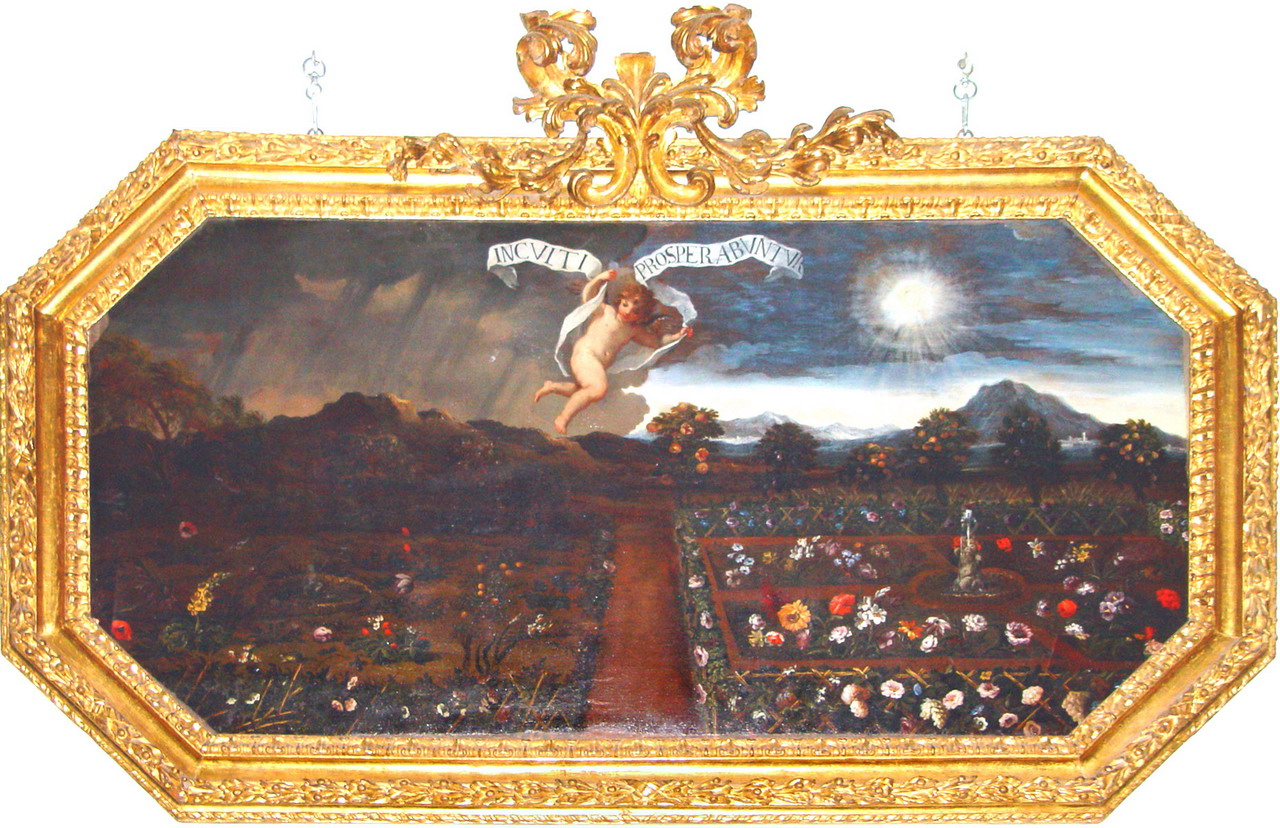
Insegna dell'Accademia degli Incolti, sita nel Collegio Nazareno, Roma

L'Accademia degli Incolti è stata un'istituzione fondata il 10 dicembre 1658 da padre Giuseppe Pennazzi presso il Collegio Nazareno di Roma, con intenti scientifici, letterari ed artistici, da principio per interessi d'integrazione della didattica. L'Accademia è a Roma, ospitata all'interno del Palazzo del Collegio Nazareno in Via del Nazareno.
I membri dell'Accademia, in origine allievi del Collegio Nazareno, si riunivano per comporre e recitare poesie, poi anche saggi in prosa. Al loro accoglimento nel sodalizio dovevano donare un quadro simboleggiante i loro proponimenti pel futuro: i quadri conservati hanno formato la quadreria depositata presso il collegio.
Ne conosciamo l'organizzazione grazie al manoscritto del 1665-1666: le cariche ufficiali, elettive e di durata annuale, erano il "principe", due "assistenti", un "soprintendente" e un "segretario"; il "direttore scolopio" era nominato dal rettore del collegio. Protettrice dell'accademia era la Vergine di Loreto. I componimenti poetici e letterari, gli studi e le memorie scientifiche venivano conservate.
Nel 1741 l'accademia venne dichiarata "colonia" dell'accademia dell'Arcadia.
Subì un'interruzione durante la giacobina Repubblica Romana, quando molti accademici ricoprirono delle magistrature, mentre operò nella Roma co-capitale dell'Impero Napoleonico, allorché il Collegio Nazareno fu aggregato, pur mantenendosi autonomo, all'Università Imperiale. Dopo che Roma divenne Capitale del Regno d'Italia, nel 1870, l'Accademia svolse i suoi lavori sino al 1898, quando vennero sospesi.

## La ricostituzione
Secondo alcune fonti l'accademia venne ricostituita nel 1978, con annessa attività editoriale, dapprima in proprio poi dal 1978 al 1996 poi a una omonima società controllata omonima, quindi dal 2004 al 2017 alla Gaffi editore, dal 2018 le sue pubblicazioni tornano nella sua gestione in coedizione con le Edizioni Italo Svevo.. L'Accademia, oggi, è riconosciuta dal Ministero delle Finanze come Onlus. Essa si occupa di varie questioni sociali, quali la promozione dei diritti umani e la lotta all'usura e ad ogni forma di disagio economico; organizza incontri culturali di vario genere, ispirati al rispetto di tutte le credenze religiose, alla libertà di pensiero e di ricerca filosofica e scientifica, all'educazione dei sentimenti dell'anima, all'illuminazione ed elevazione dello spirito.
Gli Incolti hanno contribuito alla catalogazione dei libri antichi della biblioteca del Collegio Nazareno e alla ristampa anastatica di diverse cinquecentine e seicentine conservate nel fondo antico e nel fondo Maffuto. Le edizioni dell'Accademia riguardano argomenti scientifici, letterari, artistici e sociali. Dal 2023 è stata avviata la pubblicazione di una nuova collana di Saggi degli Accademici Incolti, diretta da Massimo Frana. Il 27 maggio 2021, per ottemperare alle norme di legge relative agli enti del terzo settore, l'assemblea dei soci ha adeguato lo statuto sostituendo la figura del Principe (rappresentante legale) con quella del Rettore.

## I principi (dal 27 maggio 2021 rettori)
- 1658 - Giuseppe Angelo Cesi
- 1659 - Giovanni Francesco Guidi

... ....
- 1682 - Giovanni Battista Villanova de Villevielle

... ...
- 1686 - Giulio Gaulli

... ...
- 1678 - Silvio Stampiglia

... ...
- 1688 - Marcello Lazzarini

... ...
- 1696 - Francesco Lolli
- 1697 - Antonio Mazzini
- 1698 - Marsilio Landrini
- 1699 - Lorenzo Maria di San Pietro d.S.P.
- 1700 - Carlo Severoli
- 1701 - Giovanbattista Pervisoni
- 1702 - Giovanni di San Gaetano d.S.P.
- 1703 - Antonio Nepoti
- 1703 - Franco Renzoli

... ...
- 1717 - Nicola Antonelli della Pergola
- 1717/1718 - Vincenzo Parravicini
- 1719 - Pietro Malatesta
- 1720 - Gaudenzio Ruffetti
- 1721 - Gianfranco Borbone
- 1721 - Innocenzo Sassi
- 1722 - Riccardo Scarlatti
- 1723 - Giuseppe Maria Tasca
- 1724 - Diogene Ruffetti
- 1725 - Bernardo Sisti
- 1726 - Giovanni Tomasetti
- 1727 - Franco Castellini
- 1728 - Giuseppe Arroyos
- 1729 - Pietro Galli
- 1730 - Pietro Galli
- 1731 - Lattanzio Virani
- 1732 - Paolo Girolamo Torri
- 1733 - Giuseppe Costa
- 1734 - Giuseppe Locatelli
- 1735 - Domenico Salazar
- 1736 - Curzio Cennini
- 1737 - Gasparo De Torres
- 1738 - Baldassarre Manzii
- 1738 - Franco Bertoni

... ...
- 1740 - Carlo Livizzani
- 1741 - Carlo Filippo d'Oetting Wallerstein
- 1741 - Michele Talenti
- 1742 - Giuseppe Battaglini
- 1742 - Lodovico Gabuccini
- 1743 - Giacomo Vincenzo Talenti
- 1743 - Paolo Carandini
- 1744 - Giovanbattista Lanfranco Lanfreducci
- 1745 - Urbano Parensi
- 1746 - Luigi Valenti Gonzaga
- 1747 - Pietro Bartolommeo Millo
- 1747 - Giovanni Maria Scotti
- 1748 - Ambrogio Ristori
- 1748 - Francesco Talenti
- 1749 - Giovanni Maria Gozzani
- 1749 - Mauro Padula
- 1750 - Giovanni d'Aragona di Cassano
- 1750 - Giuseppe Tucci
- 1751 - Pietro Nomis
- 1751 - Crescentino Staccoli
- 1752 - Carlo Trivulzio Gualtieri
- 1752 - Filippo Casoni
- 1753 - Giovanbattista Caprara
- 1753 - Benedetto Gentilotti
- 1754 - Franco De Sylva
- 1754 - Paolo Spechi
- 1755/1756 - Lodovico Fiaschi
- 1756 - Antonio Terzi
- 1757 - Gaetano Paratore
- 1758 - Giuseppe Almieri
- 1758 - Carlo Curbis
- 1759 - Pietro Todeschi
- 1760 - Niccola Martinelli
- 1760 - Alessandro Tozzoni
- 1761 - Giulio Cesare Capece Anguillara
- 1761 - Luigi Martinelli
- 1762 - Onorato Caetani
- 1762 - Enrico Capece Minutolo
- 1763 - Carlo Galamini
- 1764 - Costanzo Trombetti
- 1765 - Francesco Rangone
- 1766 - Tommaso Trenta
- 1767 - Luigi Capece della Somaglia
- 1767 - Andrea Lodovico Nogarola

... ...
- 1770 - Lelio Falconieri
- 1771 - Francesco Paolucci

... ...
- 1773 - Clemente Filomarino
- 1774/1776 - Antonio Lopez y Royo
- 1776 - Cesare Lucchesini
- 1777 - Tommaso Arezzo
- 1778 - Francesco Gaudenti
- 1779 - Francesco Locatelli
- 1780 - Bartolomeo Lopez y Royo
- 1781 - Paolo Lodovico Garzoni
- 1782/1784 - Leonardo Gomez Ieran y Negrete
- 1784/1787 - Antonio Mancini
- 1787 - Domenico De Simone
- 1788/1790 - Francesco Saverio Parisani
- 1791 - Girolamo Teodoli
- 1792 - Francesco Saverio Parisani
- 1793 - Giulio Zelli Pazzaglia
- 1794 - Giovanni Patrizi
- 1795/1796 - Angelo Maria Ricci

... ...
- 1810 - Alessandro Savorelli

... ...
- 1814 - Francesco Benedetti

... ...
- 1825/1826 - Carlo Cataldi Tassoni
- 1827 - Filippo Marcelli

... ...
- 1831 - Giovanni Belleli
- 1832 - Filippo Giraldi
- 1832/1833 - Fabio Orlandini
- 1834/1835 - Carlo Gazzana
- 1835/1837 - Carlo De Vera
- 1837/1838 - Giuseppe Contini
- 1838/1840 - Luigi Lante
- 1840/1841 - Giuseppe Fiumi
- 1841/1843 - Alfonso Dragonetti
- 1844/1846 - Augusto Verzaglia
- 1846/1848 - Achille Savorelli
- 1848 - Francesco Graziosi

... ...
- 1851/1854 - Giovanni Battista Piccadori
- 1855/1856 - Felice Palmegiani
- 1856/1857 - Alessandro Datti
- 1858/1861 - Enrico Tosti
- 1861/1863 - Torquato Bucchi
- 1863/1866 - Paolo Lezzani
- 1866 - Augusto Marefoschi

... ...
- 1868/1869 - Decio Morichi
- 1869/1872 - Michelangelo Borgogelli
- 1872/1873 - Filippo Lo Surdo
- 1873/1874 - Francesco Mochi Zamperoli
- 1875/1876 - Giulio Clementi

- 1875 Antonio Monti ... ...

- 1878 - Vincenzo Santoboni
- 1879/1880 - Enrico Franchetti
- 1881 - Adone Gamba

... ...
- 1892/1893 - Luigi Valli

... ...
- 1978/1990 - Francesco Silvestri
- 1991/2001 - Alberto Gaffi
- 2002/2011 - Umberto Mortari
- 2012/2021 - Riccardo Scarpa
- 2021 - Lucio Alessio D'Ubaldo